# Odyssée
Odyssée – piąty album studyjny Emmanuela Moire, wydany 15 lutego 2019 nakładem wytwórni płytowych Mercury Records oraz Universal. 
Albumu zawiera 13 utworów. Wydawnictwo promowały single „Et si on parlait d’amour”, „La promesse”, „La femme au milieu” oraz „Le héros”.
Wydawnictwo notowane było na 3. miejscu walońskiego zestawienia sprzedaży Ultratop 200 Albums w Belgii, 6. pozycji na tworzonej przez Syndicat national de l’édition phonographique liście albumów we Francji, a także 23. pozycji w zestawieniu Alben Top 100 w Szwajcarii.

## Lista utworów
Opracowano na podstawie materiału źródłowego.
1. „Le grand saut” – 5:41
2. „Et si on parlait d’amour” – 3:44
3. „L’épreuve” – 3:49
4. „La femme au milieu” – 3:45
5. „Le plan du monde” – 3:46
6. „Qui tu es” – 3:49
7. „La quête” – 3:17
8. „Le héros” – 3:33
9. „Le bienveillant” – 3:08
10. „La promesse” – 3:49
11. „Une vie” – 4:48
12. „Mon odyssée” – 4:57
13. „Des mots à offrir” – 4:39

## Pozycja na liście sprzedaży
| Kraj       | Notowanie (2019)    | Najwyższa pozycja |
| ---------- | ------------------- | ----------------- |
| Francja    | SNEP                | 6                 |
| Belgia     | Ultratop 200 Albums | 3                 |
| Szwajcaria | Alben Top 100       | 23                |